# Stenosemus kolesnikovi
Stenosemus kolesnikovi is een keverslakkensoort uit de familie van de Ischnochitonidae. De wetenschappelijke naam van de soort is voor het eerst geldig gepubliceerd in 1994 door Sirenko.